# Мил Вали
Мил Вали (на английски: Mill Valley) е град в окръг Марин, в района на залива на Сан Франциско, щата Калифорния, Съединените американски щати.
Има население от 13 600 души (2000). Общата площ е 12,5 км² (4,8 мили²).
Мил Вали се намира на около 24 км (15 мили) на север от Сан Франциско през моста Голдън Гейт.